# Haplochromis perrieri
Haplochromis perrieri foi uma espécie de peixe da família Cichlidae. É endémica do Quénia, Tanzânia e Uganda.  O seu habitat natural é o Lago Vitória.